# Jérôme Guisset

a Compétitions nationales et continentales officielles uniquement.

b Matchs officiels uniquement.
Dernière mise à jour le 20 août 2025.
Jérôme Guisset, né le 29 août 1978 à Perpignan (France), est un joueur de rugby à XIII international français évoluant au poste de pilier ou de deuxième ligne. Il connaît une longue carrière, s'étalant entre 1995 et 2010, où il a l'occasion de disputer le Championnat de France, la National Rugby League et la Super League. Il obtient vingt-huit sélections avec l'équipe de France, participant aux Coupes du monde 2000 et 2008. Il vit également une brève expérience en rugby à XV et rugby à sept entre 2004 et 2005. Après la fin de sa carrière de joueur en 2010, il devient entraîneur auprès des Dragons catalans, officiant jusqu'en 2017.

## Biographie

### Carrière en club
Jérôme Guisset fait ses débuts seniors avec son club formateur de l'AS Saint-Estève en 1995. Il se construit rapidement un palmarès national conséquent, avec deux titres de Championnat de France en 1997 et 1998, ainsi qu'un titre de Coupe de France en 1998. 
Ambitionnant de devenir professionnel, il tente en 1999 d'intégrer la National Rugby League en rejoignant les Canberra Raiders,. Il prend part à quatre rencontres, toutes comme remplaçant, lors de la saison. 
En 2000, il revient en Europe, et s'engage avec les Warrington Wolves en Super League. Il est le premier français à jouer avec le club, et un des rares tricolore à jouer en Super League, devenant de fait un porte drapeau du rugby à XIII français,,. Il joue cinq saisons avec ce club, disputant 137 matchs,,.
Non conservé par Warrington en 2004, il doit alors rentrer en France pour s'engager avec le Toulouse olympique. Toutefois, il est finalement convaincu par Didier Faugeron de change de code pour le rugby à XV, et rejoint le CA Brive en Top 16,. Cette expérience est cependant de courte durée, et il quitte le club après seulement un match de championnat et trois de Challenge européen.
Dès février 2005, il retourne au rugby à XIII, en signant pour les Wigan Warriors en Super League.
Au bout d'une saison à Wigan, il revient en France au sein de la nouvelle franchise des Dragons catalans, pour un contrat de deux saisons,. Il fait partie de l'équipe qui est finaliste de la Challenge Cup en 2007. En 2008, il prolonge son contrat avec les Dragons jusqu'en 2010. Il met un terme à sa carrière de joueur en à la fin de la saison 2010. Il dispute son jubilé début 2012.

### Carrière en équipe nationale

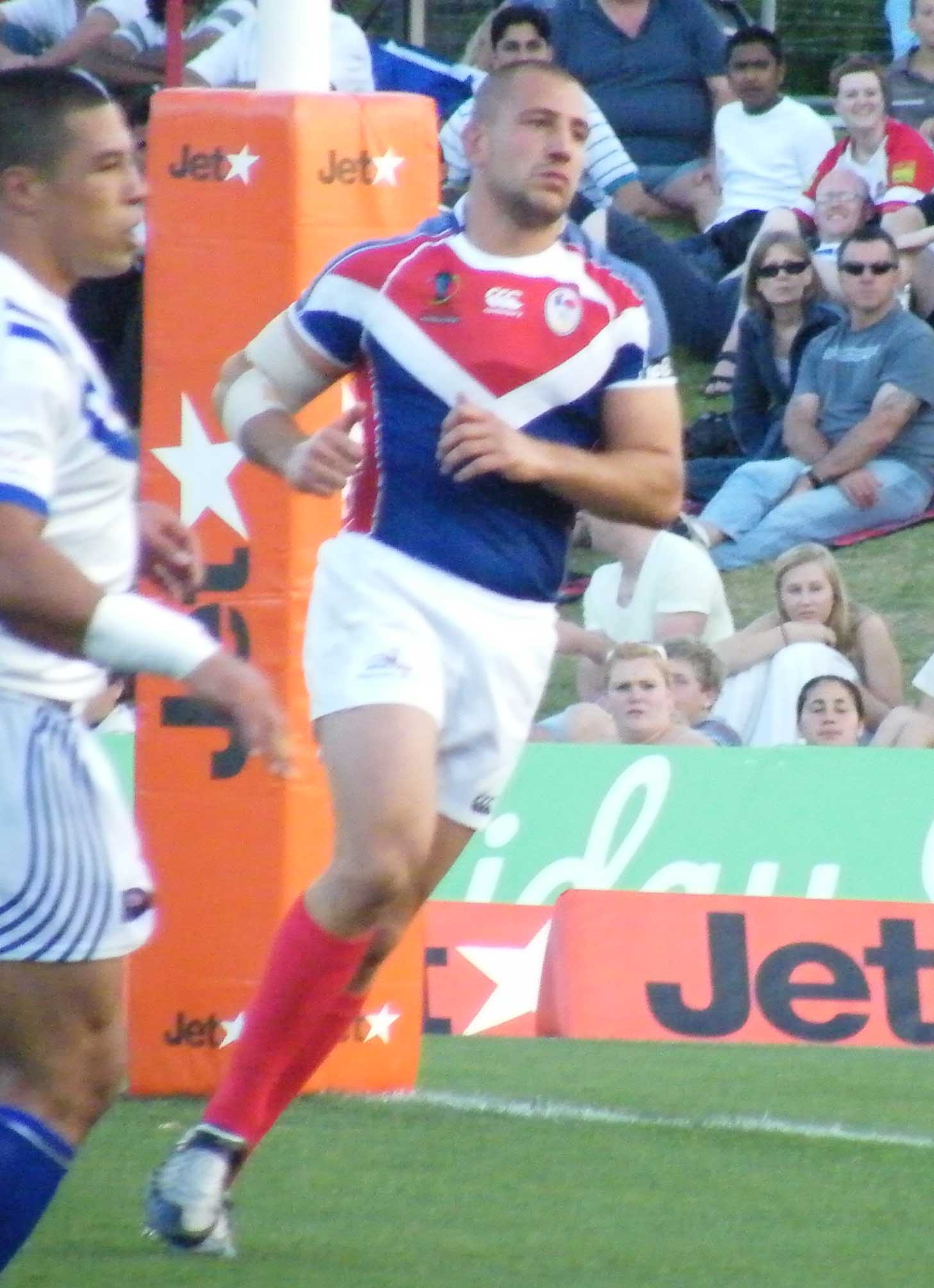
Jérôme Guisset sous le maillot de l'équipe de France en novembre 2008

Jérôme Guisset débute en équipe de France dès ses dix-huit ans, disputant son premier match le 13 mai 1997 contre l'Irlande.
Il dispute sa première Coupe du monde en 2000. Il dispute les quatre matchs de son équipe comme titulaire au poste de deuxième ligne, dont le quart-de-finale largement perdu face à la Nouvelle-Zélande.
Lors de sa parenthèse à XV en 2004-2005, il dispute deux tournois avec l'équipe de France de rugby à sept.
Il dispute son second mondial à XIII lors de l'édition 2008, en étant nommé capitaine de la sélection française. Toujours en seconde ligne, il joue les deux matchs de poule de équipe, et inscrit un doublé face à l'Écosse,. Il est ensuite aligné au poste de pilier pour le match pour la neuvième place, où son équipe s'incline face aux Samoa,.
Il joue son dernier match avec la France, le 13 juin 2009, contre l'Angleterre.

### Carrière d'entraîneur
Après sa carrière sportive, Jérôme Guisset devient entraîneur adjoint des Dragons catalans, prenant en charge les avants puis la défense,. Il officie ainsi en tant qu'assistant de Trent Robinson, Laurent Frayssinous et Steve McNamara, jusqu'à son départ du club en 2017. En mai 2017, il est promu par intérim à la tête de l'équipe, aux côtés Michael Monaghan, le temps de quatre matchs, après le départ de Laurent Frayssinous. Entre 2016 et 2017, il entraîne également l'équipe réserve des Dragons, le Saint-Estève XIII catalan.

## Palmarès

### En club
- Vainqueur du Championnat de France en 1997 et 1998 avec l'AS Saint-Estève.
- Finaliste du Championnat de France en 1996 avec l'AS Saint-Estève.
- Vainqueur de la Coupe de France en 1998 avec l'AS Saint-Estève.
- Finaliste de la Challenge Cup en 2007 avec les Dragons catalans.

### En équipe nationale
- Vainqueur de la Coupe d'Europe des nations en 2005 avec l'équipe de France.